# Isle of Man TT 1969
De Isle of Man TT 1969 was de vierde Grand Prix van wereldkampioenschap wegrace voor motorfietsen in het seizoen 1969. De races werden verreden van 7 t/m 13 juni 1969 op de Snaefell Mountain Course, een stratencircuit op het eiland Man. Alle WK-klassen met uitzondering van de 50cc-klasse kwamen aan de start, naast drie klassen in de Production TT en de 750cc-Sidecar TT.

## Algemeen
Door het verdwijnen van veel fabrieksteams (Honda, Suzuki en Yamaha) boette de TT van Man nogal aan spanning in. Ook de rondetijden, met name in de Lightweight 125 cc TT, waren veel trager zonder de fabrieksracers. Feitelijk zorgden de Production TT-races nog als enigen voor wat spanning. Het weer was zo warm, dat coureurs en publiek geplaagd werden door een vliegenplaag. De 50cc-klasse werd niet meer verreden. Tijdens de training verongelukte Arthur Lavington.

## Hoofdraces

### Senior TT
Giacomo Agostini was, zoals in de 350cc-klasse, in de 500cc-klasse al bijna kampioen. Er was immers geen duidelijke "tweede man" op de ranglijst. Alle zes andere podiumplaatsen in de races vóór de Senior TT waren bezet door zes verschillende mensen. In de Senior deed Agostini het dan ook rustig aan. Ondanks de uitstekende weersomstandigheden reed hij zijn snelste ronde met slechts 170 km/h gemiddeld, terwijl Mike Hailwood dat twee jaar eerder al met 175 km/h had gedaan. De spanning zat hem dan ook in de strijd om de tweede plaats, op een hopeloze achterstand op Ago. Daar werd Alan Barnett (Kirby-Métisse) aanvankelijk bedreigd door Derek Woodman (Seeley-Matchless), Tom Dickie (Kuhn-Seeley-Matchless) en Alberto Pagani (LinTo). Barnett bouwde zijn voorsprong in de tweede ronde ver uit. Pagani viel halverwege de race uit. Agostini had aan het einde bijna negen minuten voorsprong op Barnett, maar die had het ook goed gedaan door ruim een halve minuut sneller te finishen dan Tom Dickie. Brian Steenson reed ook hier een goede race, maar viel op de vijfde plaats liggend uit met zijn Seeley-Matchless.

#### Uitslag Senior TT
| Pos | Coureur             | Merk                    | Tijd      | Punten |
| --- | ------------------- | ----------------------- | --------- | ------ |
| 1   | Giacomo Agostini    | MV Agusta               | 2:09"40'2 | 15     |
| 2   | Alan Barnett        | Kirby-Métisse-Matchless | 2:18"12'6 | 12     |
| 3   | Tom Dickie          | Kuhn-Seeley-Matchless   | 2:18"44'2 | 10     |
| 4   | Derek Woodman       | Seeley-Matchless        | 2:19"03'4 | 8      |
| 5   | John Trevor Findlay | Norton                  | 2:21"15'6 | 6      |
| 6   | Ron Chandler        | Seeley-Matchless        | 2:21"42'8 | 5      |
| 7   | Steve Jolly         | Seeley-Matchless        | 2:24"51'0 | 4      |
| 8   | Selwyn Griffiths    | Matchless               | 2:25"36'0 | 3      |
| 9   | Peter Darvill       | Norton                  | 2:25"37'6 | 2      |
| 10  | Steve Spencer       | Métisse-Matchless       | 2:26"06'0 | 1      |
| 11  | Brian Adams         | Norton                  | 2:27"18'4 |        |
| 12  | Vincent Duckett     | Matchless               | 2:27"22'0 |        |
| 13  | Malcolm Moffat      | Matchless               | 2:29"11'8 |        |
| 14  | Hans-Otto Butenuth  | BMW                     | 2:29"36'4 |        |
| 15  | Keith Heckless      | Norton                  | 2:29"58'6 |        |
| 16  | Geoff Barry         | Oakley-Matchless        | 2:30"35'4 |        |
| 17  | Albert Spooner      | Norton                  | 2:30"47'0 |        |
| 18  | Brian Moses         | Norton                  | 2:31"04'2 |        |
| 19  | William Kane        | Matchless               | 2:32"14'2 |        |
| 20  | Phil O'Brien        | Matchless               | 2:35"20'0 |        |
| 31  | Ross Hannan         | Norton                  | 2:58"55'2 |        |

#### Niet gefinisht
| Coureur           | Merk              | Oorzaak |
| ----------------- | ----------------- | ------- |
| Jack Findlay      | LinTo             |         |
| Kel Carruthers    | Aermacchi         |         |
| Brian Steenson    | Seeley-Matchless  |         |
| John Williams     | Métisse-Matchless |         |
| Malcolm Uphill    | Norton            |         |
| Selwyn Griffiths  | Matchless         |         |
| Alberto Pagani    | LinTo             |         |
| Angelo Bergamonti | Paton             |         |
| Tony Jefferies    | Triumph           |         |

#### Niet deelgenomen
| Coureur            | Merk             | Oorzaak  |
| ------------------ | ---------------- | -------- |
| Karl Auer          | Matchless        |          |
| Werner Bergold     | Matchless        |          |
| Wolfgang Stropek   | MV Agusta        |          |
| John Dodds         | LinTo            |          |
| Terry Dennehy      | Drixton-Honda    |          |
| Gilbert Argo       | Matchless        |          |
| Gyula Marsovszky   | LinTo            |          |
| Bohumil Staša      | ČZ               |          |
| Günter Fischer     | Matchless        |          |
| Karl Hoppe         | Métisse-URS      |          |
| Paul Eickelberg    | Norton           |          |
| Walter Scheimann   | Norton           |          |
| Hannu Kuparinen    | Matchless        |          |
| Osmo Hansen        | Matchless        |          |
| Pentti Lehtelä     | Matchless        |          |
| André-Luc Appietto | Paton            |          |
| Alan Lawton        | Norton           |          |
| Barry Scully       | Norton           |          |
| Billie Nelson      | Paton            |          |
| Dan Shorey         | Matchless        |          |
| Godfrey Nash       | Norton           |          |
| Lewis Young        | Matchless        |          |
| Maurice Hawthorne  | Matchless        |          |
| Percy Tait         | Triumph          |          |
| Peter Williams     | Matchless        | Blessure |
| Rob Fitton         | Norton           |          |
| Steve Ellis        | LinTo            |          |
| Emanuele Maugliani | Norton           |          |
| Franco Trabalzini  | Paton            |          |
| Gilberto Milani    | Aermacchi        |          |
| Paolo Campanelli   | Seeley-Matchless |          |
| Silvano Bertarelli | Paton            |          |
| Theo Louwes        | Norton           |          |
| Ginger Molloy      | Bultaco          |          |
| Keith Turner       | LinTo            |          |
| Jack Lindh         | Seeley-Matchless |          |
| Endel Kiisa        | Vostok           |          |

#### Top tien tussenstand 500cc-klasse
| Pos | Coureur           | Merk                    | Ptn |
| --- | ----------------- | ----------------------- | --- |
| 1   | Giacomo Agostini  | MV Agusta               | 60  |
| 2   | Gyula Marsovszky  | LinTo                   | 18  |
| 3   | Godfrey Nash      | Norton                  | 14  |
| 4   | Angelo Bergamonti | Paton                   | 12  |
| 4   | Karl Hoppe        | Métisse-URS             | 12  |
| 4   | Billie Nelson     | Paton                   | 12  |
| 4   | Alan Barnett      | Kirby-Métisse-Matchless | 12  |
| 8   | Jack Findlay      | LinTo                   | 10  |
| 8   | Ginger Molloy     | Bultaco                 | 10  |
| 8   | Karl Auer         | Matchless               | 10  |
| 8   | Tom Dickie        | Kuhn-Seeley-Matchless   | 10  |

### Junior TT

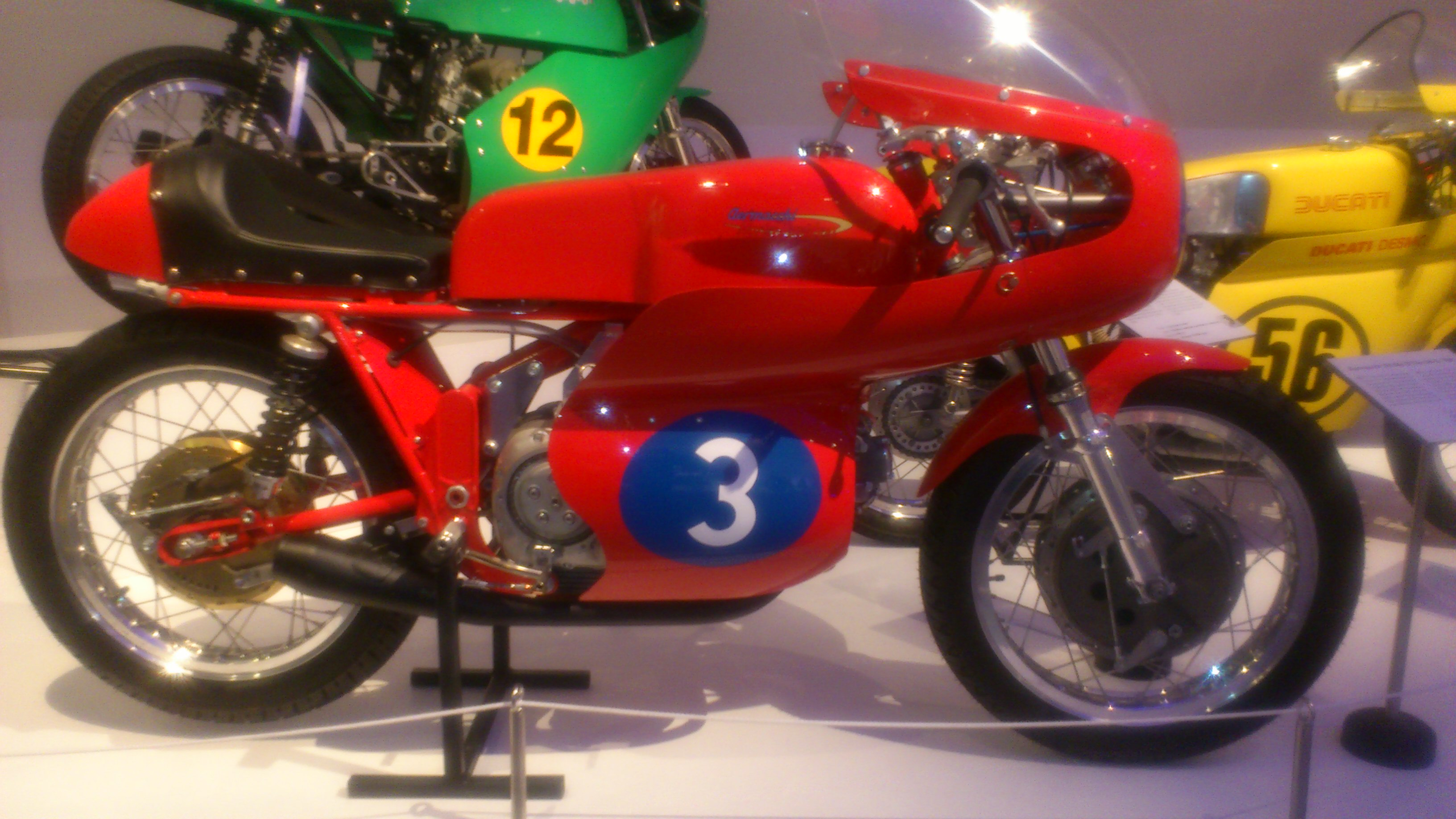
Aermacchi Ala d'Oro 350

Woensdag 11 juni, zes ronden (364 km)
František Šťastný nam voor de Isle of Man TT het zekere voor het onzekere. Voor een buitenlander kende hij het circuit eigenlijk al heel goed, want vanaf 1961 had hij elk jaar deelgenomen. Toch fietste hij in de weken vóór de TT het 60 km-lange circuit nog een keer rond, in 2½ uur. Giacomo Agostini kwam in de Junior TT al na de eerste ronde binnen met "veerproblemen". Hij werd weer op weg gestuurd met de mededeling dat dit aan het hobbelige circuit lag, maar het was al zijn vijfde jaar op Man en men zou verwachten dat hij dan het asfalt wel kende. Hoe dan ook, Agostini volbracht de Junior TT in een - voor zijn doen - toeristisch tempo dat hem aan het einde van de dag 10 minuten voorsprong op Brian Steenson en Jack Findlay (beiden Aermacchi) opleverde. Agostini was, ondanks het uitstekende weer, liefst vier minuten en gemiddeld 3 km/h langzamer dan in 1968. Kel Carruthers, die in deze week voor het eerst op de 250cc-Benelli had gereden, viel hier met de Aermacchi in de laatste ronde uit.

#### Uitslag Junior TT
| Pos | Coureur             | Merk               | Tijd      | Punten |
| --- | ------------------- | ------------------ | --------- | ------ |
| 1   | Giacomo Agostini    | MV Agusta          | 2:13"25'4 | 15     |
| 2   | Brian Steenson      | Aermacchi          | 2:23"36'4 | 12     |
| 3   | Jack Findlay        | Aermacchi          | 2:24"41'2 | 10     |
| 4   | Tom Dickie          | Seeley-AJS         | 2:26"13'0 | 8      |
| 5   | Terry Grotefeld     | Yamaha             | 2:26"44'0 | 6      |
| 6   | Selwyn Griffiths    | AJS                | 2:29"27'6 | 5      |
| 7   | John Trevor Findlay | Norton             | 2:29"29'4 | 4      |
| 8   | Billie Guthrie      | Yamaha             | 2:29"51'8 | 3      |
| 9   | Mike Hatherill      | Aermacchi          | 2:29"53'6 | 2      |
| 10  | Roy Graham          | Aermacchi          | 2:30"53'0 | 1      |
| 11  | Keith Heckles       | Norton             | 2:30"56'0 |        |
| 12  | Ron Chandler        | Seeley-AJS         | 2:30"58'8 |        |
| 13  | Steve Jolly         | Highley-Seeley-AJS | 2:31"06'0 |        |
| 14  | Tony Rutter         | Yamaha             | 2:31"06'4 |        |
| 15  | John Williams       | Arter-AJS          | 2:31"07'4 |        |
| 16  | Peter Darvill       | Norton             | 2:31"17'0 |        |
| 17  | Dave Simmonds       | Kawasaki           | 2:31"33'8 |        |
| 18  | Roly Capper         | Capper-AJS         | 2:31"34'4 |        |
| 19  | Mick Andrew         | Kuhn-Seeley-AJS    | 2:31"37'2 |        |
| 20  | Vincent Duckett     | Aermacchi          | 2:45"36'6 |        |
| 22  | Tony Jefferies      | AJS                | 2:33"43'8 |        |
| 47  | Gordon Keith        | Brown-Yamaha       | 2:31"58'4 |        |

#### Niet gefinisht
| Coureur           | Merk           | Oorzaak |
| ----------------- | -------------- | ------- |
| Kel Carruthers    | Aermacchi      |         |
| Ivar Sauter       | Aermacchi      |         |
| František Šťastný | Jawa           |         |
| Bill Smith        | Honda          |         |
| Billie McCosh     | Aermacchi      |         |
| Phil Read         | Padgett-Yamaha |         |
| Rodney Gould      | Yamaha         |         |
| Tommy Robb        | Aermacchi      |         |
| Angelo Bergamonti | Aermacchi      |         |

#### Niet deelgenomen
| Coureur             | Merk              | Oorzaak |
| ------------------- | ----------------- | ------- |
| Brian Smith         | Aermacchi         |         |
| Herbert Denzler     | Aermacchi         |         |
| Bohumil Staša       | ČZ                |         |
| Karel Bojer         | ČZ                |         |
| Heinz Rosner        | MZ                |         |
| Adolf Ohligschläger | Yamaha            |         |
| Günter Fischer      | Aermacchi         |         |
| Karl Hoppe          | Yamaha            |         |
| Walter Scheimann    | Yamaha            |         |
| Hannu Kuparinen     | Yamaha            |         |
| Martti Pesonen      | Yamaha            |         |
| Bill Ivy            | Jawa              |         |
| Billie Nelson       | Aermacchi         |         |
| Cecil Crawford      | Aermacchi         |         |
| Cliff Carr          | Yamaha            |         |
| Dave Degens         | Aermacchi         |         |
| Godfrey Nash        | Norton            |         |
| Jerry Lancaster     | Drixton-Aermacchi |         |
| Jim Curry           | Métisse-Aermacchi |         |
| Lewis Young         | Aermacchi         |         |
| Maurice Hawthorne   | Métisse-Aermacchi |         |
| Rob Fitton          | Norton            |         |
| János Drapál        | Aermacchi         |         |
| Bruno Spaggiari     | Ducati            |         |
| Gilberto Milani     | Aermacchi         |         |
| Giuseppe Visenzi    | Yamaha            |         |
| Silvano Bertarelli  | Aermacchi         |         |
| Silvio Grassetti    | Yamaha            |         |
| Jan Kostwinder      | Yamaha            |         |
| Leo Commu           | Yamaha            |         |
| Ginger Molloy       | Bultaco           |         |
| Marty Lunde         | Yamaha            |         |

#### Top tien tussenstand 350cc-klasse
| Pos | Coureur           | Merk       | Ptn |
| --- | ----------------- | ---------- | --- |
| 1   | Giacomo Agostini  | MV Agusta  | 45  |
| 2   | Jack Findlay      | Yamaha     | 24  |
| 3   | Kel Carruthers    | Aermacchi  | 17  |
| 4   | Giuseppe Visenzi  | Yamaha     | 16  |
| 5   | Bill Ivy          | Jawa       | 12  |
| 5   | Brian Steenson    | Aermacchi  | 12  |
| 7   | František Šťastný | Jawa       | 10  |
| 8   | Ginger Molloy     | Bultaco    | 8   |
| 8   | Tom Dickie        | Seeley-AJS | 8   |
| 10  | Terry Grotefeld   | Yamaha     | 6   |

### Lightweight 250 cc TT
Dinsdag 10 juni, zes ronden (364 km)
Renzo Pasolini had weliswaar een spoedoperatie ondergaan om zijn gebroken sleutelbeen te herstellen, maar hij was nog niet fit voor de Isle of Man TT. Benelli zat met de handen in het haar en vroeg twee coureurs om haar dure viercilinders te bemannen: Kel Carruthers en Phil Read. Ook MZ had een probleem nadat Heinz Rosner in de training een sleutelbeen had gebroken. De Lightweight TT ging aanvankelijk tussen Carruthers, Read en Rodney Gould (Yamaha TD 2). Carruthers moest even wennen aan de Benelli, waardoor Gould enkele ronden lang de snelste tijden kon rijden. Carruthers ging daarna sneller, waardoor Gould en Read vochten om de tweede plaats. Ze vielen echter allebei uit: de Yamaha van Rodney Gould viel in de derde ronde stil zonder benzine en Read had problemen met het schakelen en in de vijfde ronde schakelde hij verkeerd, waardoor het toerental opliep tot 17.000 en er een klep in de cilinder viel. Daarmee was ook Read uitgeschakeld. Dat zorgde ervoor dat Frank Perris met zijn Suzuki tweede kon worden en Santiago Herrero met de Ossa derde. Herrero had al een goed seizoen gedraaid en stond nu aan de leiding van het WK, maar de combinatie Carruthers/Benelli ging nog hoge ogen gooien.

#### Uitslag Lightweight 250 cc TT
| Pos | Coureur            | Merk            | Tijd      | Punten |
| --- | ------------------ | --------------- | --------- | ------ |
| 1   | Kel Carruthers     | Benelli         | 2:21"35'2 | 15     |
| 2   | Frank Perris       | Suzuki          | 2:24"59'3 | 12     |
| 3   | Santiago Herrero   | Ossa            | 2:26"21'0 | 10     |
| 4   | Mick Chatterton    | Yamaha          | 2:29"01'0 | 8      |
| 5   | Frank Whiteway     | Suzuki          | 2:30"41'4 | 6      |
| 6   | Derek Chatterton   | Yamaha          | 2:31"46'0 | 5      |
| 7   | Stan Woods         | Yamaha          | 2:32"15'2 | 4      |
| 8   | František Šťastný  | Jawa            | 2:32"25'2 | 3      |
| 9   | Ian Richards       | Yamaha          | 2:34"13'0 | 2      |
| 10  | Gordon Keith       | Yamaha          | 2:34"22'0 | 1      |
| 11  | Billy Guthrie      | Yamaha          | 2:34"58'0 |        |
| 12  | Ken Kay            | Aermacchi       | 2:40"48'2 |        |
| 13  | Roy Boughey        | Honda           | 2:44"02'4 |        |
| 14  | A. Allen           | Bultaco         | 2:44"08'8 |        |
| 15  | R. Tolan           | Yamaha          | 2:47"08'8 |        |
| 16  | John Kidson        | Moto Guzzi      | 2:47"24'8 |        |
| 17  | Hans-Otto Butenuth | Honda           | 2:48"15'6 |        |
| 18  | Barry Smith        | Thompson-Suzuki | 2:48"16'0 |        |
| 19  | B. Iles            | Greeves         | 2:49"49'4 |        |
| 20  | Norman Dunn        | Ewing-Yamaha    | 2:50"49'6 |        |

#### Niet gefinisht
| Coureur           | Merk             | Oorzaak   |
| ----------------- | ---------------- | --------- |
| Jack Findlay      | Yamaha           |           |
| Billie Nelson     | Doncaster-Yamaha |           |
| Chas Mortimer     | Yamaha           |           |
| Dave Simmonds     | Kawasaki         |           |
| Dick Pipes        | Yamaha           |           |
| John Ringwood     | Yamaha           |           |
| Phil Read         | Benelli          | Motor     |
| Rodney Gould      | Yamaha           | Brandstof |
| Angelo Bergamonti | Aermacchi        |           |

#### Niet gestart
| Coureur      | Merk | Oorzaak  |
| ------------ | ---- | -------- |
| Heinz Rosner | MZ   | Blessure |

#### Niet deelgenomen
| Coureur           | Merk            | Oorzaak  |
| ----------------- | --------------- | -------- |
| Heinz Kriwanek    | Suzuki          |          |
| Eric Hinton       | Yamaha          |          |
| Gyula Marsovszky  | Yamaha          |          |
| Karel Bojer       | ČZ              |          |
| Günter Bartusch   | MZ              |          |
| Dieter Braun      | MZ              |          |
| Klaus Huber       | Yamaha          |          |
| Lothar John       | Yamaha          |          |
| Reinhard Scholtis | Kawasaki        |          |
| Siegfried Lohmann | Suzuki          |          |
| Toni Gruber       | Yamaha          |          |
| Carlos Giró       | Ossa            |          |
| Martti Pesonen    | Yamaha          |          |
| Matti Salonen     | Yamaha          |          |
| Pentti Korhonen   | Yamaha          |          |
| Teuvo Länsivuori  | Yamaha          |          |
| Christian Ravel   | Yamaha          |          |
| Jean Auréal       | Yamaha          |          |
| Jerry Lancaster   | Yamaha          |          |
| Ray McCullough    | Yamaha          |          |
| Tony Rutter       | Yamaha          |          |
| László Szabó      | MZ              |          |
| Eugenio Lazzarini | Benelli         |          |
| Gilberto Parlotti | Benelli         |          |
| Giuseppe Visenzi  | Yamaha          |          |
| Renzo Pasolini    | Benelli         | Blessure |
| Silvio Grassetti  | Yamaha          |          |
| Walter Villa      | Villa           |          |
| Keith Turner      | Aermacchi       |          |
| Börje Jansson     | Kawasaki-Yamaha |          |
| Kent Andersson    | Yamaha          |          |

#### Top tien tussenstand 250cc-klasse
| Pos | Coureur           | Merk            | Ptn |
| --- | ----------------- | --------------- | --- |
| 1   | Santiago Herrero  | Ossa            | 40  |
| 2   | Kent Andersson    | Yamaha          | 37  |
| 3   | Frank Perris      | Suzuki          | 25  |
| 4   | Kel Carruthers    | Benelli         | 15  |
| 5   | Lothar John       | Yamaha          | 12  |
| 5   | Rodney Gould      | Yamaha          | 12  |
| 7   | Börje Jansson     | Kawasaki-Yamaha | 11  |
| 7   | Angelo Bergamonti | Aermacchi       | 11  |
| 9   | Klaus Huber       | Yamaha          | 10  |
| 10  | Martti Pesonen    | Yamaha          | 8   |
| 10  | László Szabó      | MZ              | 8   |
| 10  | Mick Chatterton   | Yamaha          | 8   |

### Lightweight 125 cc TT

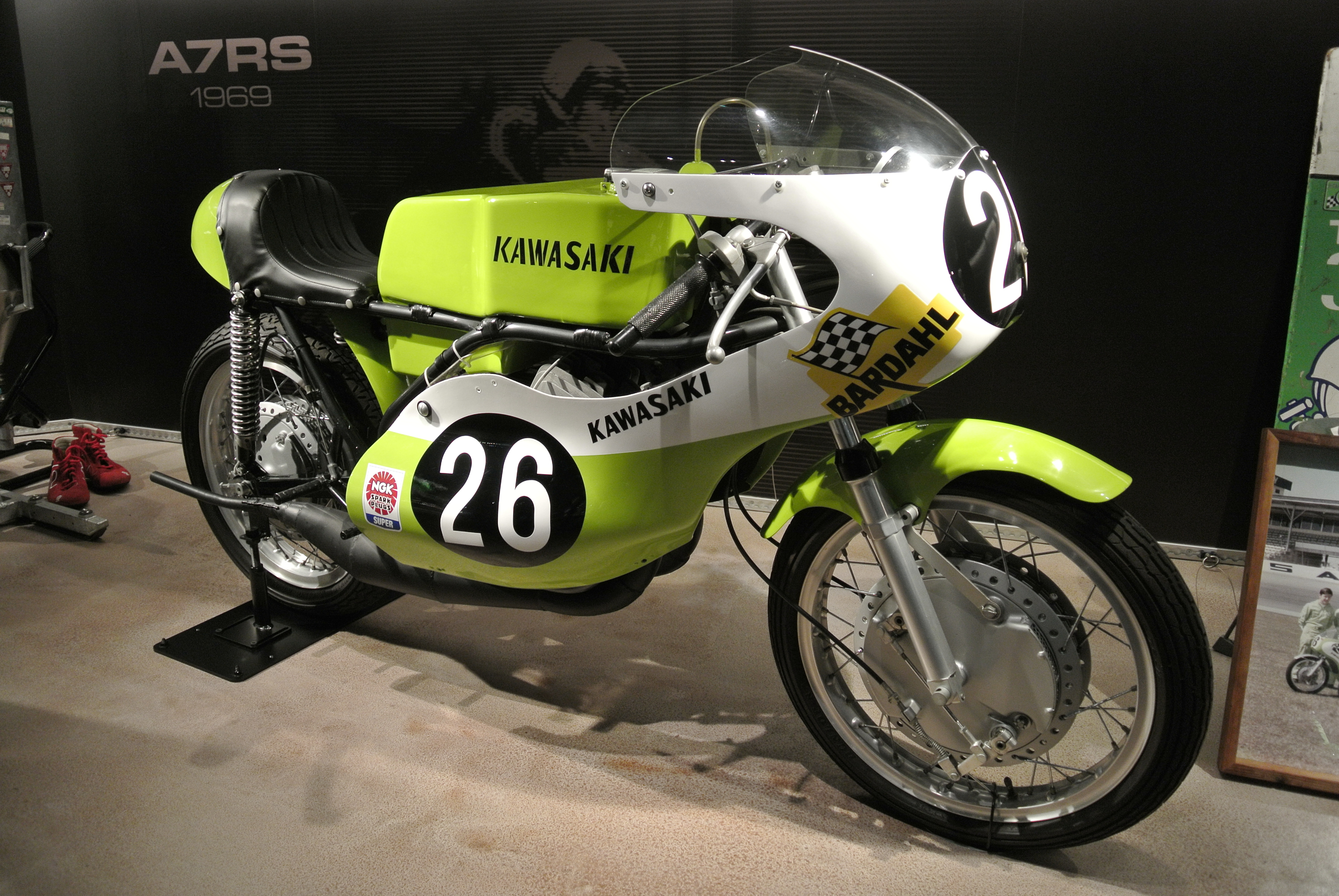
125cc-Kawasaki A7 RS

Donderdag 12 juni, drie ronden (182 km)
Door het wegvallen het Yamaha-fabrieksteam daalde de gemiddelde snelheid in de Lightweight 125 cc TT dramatisch. Dave Simmonds hoefde zich echter geen zorgen te maken over concurrentie: Cees van Dongen, winnaar in Spanje, en Jean Auréol, winnaar in Frankrijk, waren niet eens op Man. Nu kwam het enige gevaar van een van de eerste optredens van de gloednieuwe Aermacchi Ala d'Oro 125-tweetakten met Kel Carruthers aan het stuur. Simmonds gaf Kawasaki haar eerste overwinning in de Isle of Man TT, maar hij reed zijn snelste ronde 8 mph (12,8 km/h) langzamer dan Bill Ivy in 1968 had gedaan. Toch hield hij op het eind een marge van bijna zes minuten over op Carruthers. Nadat Fred Launchbury gediskwalificeerd was omdat zijn Bultaco een onreglementaire cilinderinhoud (1,2 cc te veel) had, werd Gary Dickinson op een productie-Honda CR 93 derde. De race kende een groot aantal uitvallers, waaronder John Ringwood, die als vervanger voor Heinz Rosner (gebroken sleutelbeen in de training) op de fabrieks-MZ reed, en de jonge Chas Mortimer, die in de laatste ronde op de tweede plaats liggend uitviel met zijn fabrieks-Moto Villa.

#### Uitslag Lightweight 125 cc TT
| Pos | Coureur             | Merk        | Tijd      | Punten |
| --- | ------------------- | ----------- | --------- | ------ |
| 1   | Dave Simmonds       | Kawasaki    | 1:14"34'6 | 15     |
| 2   | Kel Carruthers      | Aermacchi   | 1:20"27'2 | 12     |
| 3   | Gary Dickinson      | Honda       | 1:21"10'6 | 10     |
| 4   | Steve Murray        | Honda       | 1:21"36'2 | 8      |
| 5   | John Kiddie         | Honda       | 1:23"48'0 | 6      |
| 6   | Carl Ward           | Bultaco     | 1:24"17'8 | 5      |
| 7   | John Shacklady      | Bultaco     | 1:24"37'0 | 4      |
| 8   | Charles Garner      | Bultaco     | 1:25"49'6 | 3      |
| 9   | Jean-Louis Pasquier | Bultaco     | 1:26"39'2 | 2      |
| 10  | Tom Loughridge      | Bultaco     | 1:27"12'8 | 1      |
| 11  | D. Barton           | Honda       | 1:27"37'2 |        |
| 12  | Bill Rae            | Bultaco     | 1:27"49'2 |        |
| 13  | John Pearson        | Bultaco     | 1:28"34'8 |        |
| 14  | G. Barker           | Honda       | 1:29"28'0 |        |
| 15  | Les Iles            | Bultaco     | 1:29"46'4 |        |
| 16  | R. Ware             | Bultaco-BSA | 1:30"23'0 |        |
| 17  | John Weed           | Honda       | 1:30"35'0 |        |
| 18  | Nev Watts           | Honda       | 1:30"49'8 |        |
| 19  | Chris Gregory       | Honda       | 1:30"51'6 |        |
| 20  | Barrie Dickinson    | Yamaha      | 1:31"32'8 |        |

#### Niet gefinisht
| Coureur       | Merk    | Oorzaak |
| ------------- | ------- | ------- |
| Barry Smith   | Derbi   |         |
| Chas Mortimer | Villa   |         |
| John Lawley   | Bultaco |         |
| John Ringwood | MZ      |         |
| Tommy Robb    | Bultaco |         |

#### Gediskwalificeerd
| Coureur         | Merk    | Oorzaak        |
| --------------- | ------- | -------------- |
| Fred Launchbury | Bultaco | Cilinderinhoud |

#### Niet deelgenomen
| Coureur               | Merk      | Oorzaak |
| --------------------- | --------- | ------- |
| Heinz Kriwanek        | Rotax     |         |
| John Dodds            | Aermacchi |         |
| Bruno Veigel          | Honda     |         |
| Herbert Denzler       | Honda     |         |
| Jean Campiche         | Honda     |         |
| Eberhard Mahler       | MZ        |         |
| Friedhelm Kohlar      | MZ        |         |
| Günter Bartusch       | MZ        |         |
| Hartmut Bischoff      | MZ        |         |
| Heinz Rosner          | MZ        |         |
| Thomas Heuschkel      | MZ        |         |
| Dieter Braun          | Suzuki    |         |
| Lothar John           | MZ        |         |
| Siegfried Lohmann     | MZ        |         |
| Walter Scheimann      | Villa     |         |
| Enrique Escuder       | Bultaco   |         |
| Ramón Galí            | Bultaco   |         |
| Pertti Leinonen       | Honda     |         |
| Seppo Kangasniemi     | MZ        |         |
| Daniel Crivello       | Maico     |         |
| Jacques Roca          | Derbi     |         |
| Jean Auréal           | Yamaha    |         |
| Jean-François Chaffin | Villa     |         |
| Pierre Viura          | Maico     |         |
| Bob Coulter           | Bultaco   |         |
| Jerry Lancaster       | Honda     |         |
| Jim Curry             | Honda     |         |
| János Reisz           | MZ        |         |
| László Szabó          | MZ        |         |
| Francesco Villa       | Villa     |         |
| Giuseppe Mandolini    | Villa     |         |
| Silvano Bertarelli    | Aermacchi |         |
| Walter Villa          | Villa     |         |
| Cees van Dongen       | Suzuki    |         |
| Jan Huberts           | MZ        |         |
| Lous van Rijswijk jr. | Yamaha    |         |
| Ginger Molloy         | Bultaco   |         |
| Ryszard Mankiewicz    | MZ        |         |
| Börje Jansson         | Maico     |         |
| Bosse Granath         | MZ        |         |
| Kent Andersson        | Maico     |         |

#### Top tien tussenstand 125cc-klasse
| Pos | Coureur         | Merk      | Ptn |
| --- | --------------- | --------- | --- |
| 1   | Dave Simmonds   | Kawasaki  | 42  |
| 2   | Kel Carruthers  | Aermacchi | 18  |
| 3   | Jean Auréal     | Yamaha    | 15  |
| 3   | Cees van Dongen | Suzuki    | 15  |
| 5   | Ginger Molloy   | Bultaco   | 14  |
| 6   | Kent Andersson  | Maico     | 12  |
| 6   | Dieter Braun    | Suzuki    | 12  |
| 8   | Heinz Kriwanek  | Rotax     | 10  |
| 8   | Walter Villa    | Villa     | 10  |
| 8   | Gary Dickinson  | Honda     | 10  |

### Sidecar 500 cc TT
Maandag 9 juni, drie ronden (182 km)
De Sidecar TT opende op maandagochtend 9 juni het WK-deel van de Isle of Man TT (de Sidecar 750cc TT was al op zaterdagavond verreden). Klaus Enders en Ralf Engelhardt hadden hun BMW RS laten prepareren door Dieter Busch en ze waren gebrand op de overwinning nadat ze al twee jaar in de laatste ronde van de Sidecar TT waren uitgevallen. Siegfried Schauzu / Horst Schneider waren ook bijzonder gemotiveerd nadat ze de 750cc Sidecar TT al gewonnen hadden. In de eerste ronde viel het voor Schauzu nog tegen, want door een verkeerde carburateurafstelling draaide zijn BMW niet meer dan 9.000 toeren. Enders begon meteen de snelste rondetijden te draaien en Helmut Fath was tweede. Na de tweede ronde had Schauzu de problemen onder controle en hij pakte de tweede plaats terug. Fath reed bijna blind omdat een steen, opgeworpen door het achterwiel van Schauzu, het linker glas van zijn stofbril verbrijzeld had. Toch hield hij tot aan de eindstreep de derde positie vast. Enders/Engelhardt namen de leiding in de WK-stand over.

#### Uitslag Sidecar 500 cc TT
| Pos | Coureur           | Bakkenist          | Merk             | Tijd      | Punten |
| --- | ----------------- | ------------------ | ---------------- | --------- | ------ |
| 1   | Klaus Enders      | Ralf Engelhardt    | BMW              | 1:13"27'0 | 15     |
| 2   | Siegfried Schauzu | Horst Schneider    | BMW              | 1:14"39'4 | 12     |
| 3   | Helmut Fath       | Wolfgang Kalauch   | URS              | 1:15"00'0 | 10     |
| 4   | Arsenius Butscher | Josef Huber        | BMW              | 1:21"18'0 | 8      |
| 5   | Franz Linnarz     | Rudolf Kühnemund   | BMW              | 1:22"52'0 | 6      |
| 6   | Dick Hawes        | John Mann          | Seeley-Matchless | 1:23"06'6 | 5      |
| 7   | Norman Hanks      | Rose Arnold        | BSA              | 1:23"51'4 | 4      |
| 8   | Bill Copson       | Dane Rowe          | BMW              | 1:25"32'8 | 3      |
| 9   | Dennis Keen       | Mac Witherspoon    | Triumph          | 1:26"44'0 | 2      |
| 10  | Tony Harris       | Brian Harris       | Triumph          | 1:28"40'8 | 1      |
| 11  | J. Mines          | Geoff Davis        | Matchless        | 1:28"41'8 |        |
| 12  | Stuart Applegate  | Rob Appleton       | BMW              | 1:29"58'0 |        |
| 13  | Ian McDonald      | André Witherington | Triumph          | 1:30"03'0 |        |
| 14  | Bill Cooper       | D. Argent          | WEC              | 1:30"26'8 |        |
| 15  | D. Ward           | G. Alcock          | Triumph          | 1:31"45'6 |        |
| 16  | Steve Sinnott     | Jim Williamson     | SWS-Triumph      | 1:33"14'8 |        |
| 17  | Derek Plummer     | Malcolm Brett      | Kettle-Triumph   | 1:33"25'8 |        |
| 18  | Chris Hornby      | M. Griffiths       | BSA              | 1:34"56'6 |        |
| 19  | Maurice Candy     | Eddy Fletcher      | MJC              | 1:41"49'0 |        |
| 20  | Dave Dickinson    | S. Cooper          | DFD-BMW          | 1:42"26'0 |        |

#### Niet gefinisht
| Coureur               | Bakkenist        | Merk    | Oorzaak          |
| --------------------- | ---------------- | ------- | ---------------- |
| Claude Lambert        | F. Bourdon       | BMW     |                  |
| Jean-Claude Castella  | Albert Castella  | BMW     |                  |
| Rudi Kurth            | J. Güdel         | CAT     |                  |
| Georg Auerbacher      | Hermann Hahn     | BMW     | Brandstoftoevoer |
| Heinz Luthringshauser | Geoff Hughes     | BMW     |                  |
| Helmut Lünemann       | Neil Caddow      | BMW     |                  |
| Jack Philpott         | Bill Turrington  | Norton  |                  |
| Mick Boddice          | Clive Pollington | BSA     |                  |
| Mick Potter           | John Fiddaman    | Triumph |                  |
| Roy Hanks             | Malcolm Lucas    | BSA     |                  |

#### Niet deelgenomen
| Coureur          | Bakkenist                  | Merk    | Oorzaak |
| ---------------- | -------------------------- | ------- | ------- |
| Hans Hänni       | Kurt Barfuss               | BMW     |         |
| Max Hauri        | Heinz Hausamann            | BMW     |         |
| Hermann Binding  | Helmut Fleck               | BMW     |         |
| Richard Wegener  | Adi Heinrichs              | BMW     |         |
| Jaakko Palomäki  | Jussi Ahlbäck              | BMW     |         |
| Kenneth Calenius | Juhani Vesterinen          | BMW     |         |
| Leif Aurosell    | Jouko Ryhänen              | BMW     |         |
| André Cailletet  | Jean-Paul Coquic           | BMW     |         |
| Joseph Duhem     | François Fernandez         | BMW     |         |
| Graham Milton    | John Thornton              | BMW     |         |
| Jeff Gawley      | Frank Knights              | BSA     |         |
| Peter Kielty     | V. Sherriffs               | Triumph |         |
| Tony Wakefield   | John Flaxman               | BMW     |         |
| Herman Oosterloo | Karel Hermans              | BMW     |         |
| Ruben Bjarnemark | Marianne Kjellmodin-Hansen | BMW     |         |

#### Top tien tussenstand zijspanklasse
| Pos | Coureur              | Bakkenist        | Merk             | Ptn |
| --- | -------------------- | ---------------- | ---------------- | --- |
| 1   | Klaus Enders         | Ralf Engelhardt  | BMW              | 30  |
| 2   | Franz Linnarz        | Rudolf Kühnemund | BMW              | 26  |
| 3   | Helmut Fath          | Wolfgang Kalauch | URS              | 25  |
| 3   | Siegfried Schauzu    | Horst Schneider  | BMW              | 25  |
| 5   | Arsenius Butscher    | Josef Huber      | BMW              | 24  |
| 6   | Georg Auerbacher     | Hermann Hahn     | BMW              | 12  |
| 7   | Dick Hawes           | John Mann        | Seeley-Matchless | 10  |
| 8   | Helmut Lünemann      | Neil Caddow      | BMW              | 8   |
| 9   | Jean-Claude Castella | Albert Castella  | BMW              | 6   |
| 10  | Max Hauri            | Heinz Hausamann  | BMW              | 5   |
| 10  | Tony Wakefield       | John Flaxman     | BMW              | 5   |

## Overige races
De drie klassen in de Production TT reden weer tegelijk en kregen wat meer aandacht van de Britse fabrikanten, die weliswaar gewone straatmotoren in moesten zetten, maar toch fabrieksteams formeerden. In de 750cc-klasse zetten zowel Triumph als BSA nog hun tweecilinders (Triumph Bonnevilles en BSA Lightnings) in. Dat was het laatste jaar want inmiddels was de BSA Rocket 3/Triumph Trident-serie geïntroduceerd. Het BSA-fabrieksteam had echter veel pech, Steve Spencer en Tony Smith vielen uit. Malcolm Uphill (Triumph) won de race en werd de eerste die in een productieklasse een ronde van meer dan 100 mijl per uur gemiddeld reed. De 500cc-klasse had slechts veertien deelnemers, waarvan tien op een Britse motorfiets. Toch werd de race lang geleid door Tony Dunnell op een Kawasaki H 1 500 Mach III tot hij ten val kwam. Toen nam Graham Penny met zijn Honda CB 450 de leiding over en hij won de race met een halve minuut voorsprong op Ray Knight (Triumph). Alastair Michael "Mike" Rogers won de 250cc-klasse met een vier jaar oude Ducati. Frank Whiteway werd met een Suzuki T 20 tweede en Chas Mortimer, die de snelste ronde reed, werd met zijn Ducati derde.

### Production 750 TT
Woensdag 11 juni, drie ronden (182 km)

#### Uitslag Production 750 TT
| Pos | Coureur           | Merk    | Tijd      |
| --- | ----------------- | ------- | --------- |
| 1   | Malcolm Uphill    | Triumph | 1:07"55'4 |
| 2   | Paul Smart        | Norton  | 1:08"21'2 |
| 3   | Darryl Pendlebury | Triumph | 1:10"16'2 |
| 4   | Mick Andrew       | Norton  | 1:11"21'8 |
| 5   | Steve Jolly       | Triumph | 1:12"53'0 |
| 6   | Tony Jefferies    | Triumph | 1:12"56'2 |
| 7   | Martin Carney     | Triumph | 1:13"02'0 |
| 8   | Pat Mahoney       | BSA     | 1:13"30'8 |
| 9   | Paul Butler       | Triumph | 1:14"34'0 |
| 10  | L. Phelps         | Triumph | 1:14"50'0 |
| 11  | Ray Wittich       | Norton  | 1:15"16'0 |
| 12  | G. Borland        | BSA     | 1:15"46'6 |

#### Niet gefinisht
| Coureur       | Merk    | Oorzaak   |
| ------------- | ------- | --------- |
| Billie Nelson | Norton  |           |
| Rodney Gould  | Triumph |           |
| Steve Spencer | BSA     | Koppeling |
| Tony Smith    | BSA     | Koppeling |
| Tom Dickie    | Norton  |           |

### Production 500 TT
Woensdag 11 juni, drie ronden (182 km)

#### Uitslag Production 500 TT
| Pos | Coureur         | Merk    | Tijd      |
| --- | --------------- | ------- | --------- |
| 1   | Graham Penny    | Honda   | 1:17"01'6 |
| 2   | Ray Knight      | Triumph | 1:17"30'4 |
| 3   | R. Bailie       | Triumph | 1:19"04'0 |
| 4   | A. Cooper       | Suzuki  | 1:19"45'4 |
| 5   | Hugh Evans      | BSA     | 1:19"45'6 |
| 6   | Mick Chatterton | Triumph | 1:20"53'6 |
| 7   | Brian Warburton | Triumph | 1:22"37'8 |
| 8   | A. Allen        | Triumph | 1:30"43'6 |

#### Niet gefinisht
| Coureur      | Merk     | Oorzaak |
| ------------ | -------- | ------- |
| Tony Dunnell | Kawasaki | Val     |

### Production 250 TT
Woensdag 11 juni, drie ronden (182 km)

#### Uitslag Production 250 TT
| Pos | Coureur                 | Merk    | Tijd      |
| --- | ----------------------- | ------- | --------- |
| 1   | Alastair Michael Rogers | Ducati  | 1:21"03'8 |
| 2   | Frank Whiteway          | Suzuki  | 1:21"33'4 |
| 3   | Chas Mortimer           | Ducati  | 1:22"49'6 |
| 4   | George Leigh            | Bultaco | 1:23"35'2 |
| 5   | C. Thompsett            | Ducati  | 1:24"43'2 |
| 6   | W. Benson               | Suzuki  | 1:25"45'4 |
| 7   | T. Holdsworth           | Suzuki  | 1:26"18'6 |
| 8   | Tom Loughridge          | Suzuki  | 1:29"22'6 |
| 9   | Charlie Mates           | Yamaha  | 1:30"04'6 |
| 10  | John Williams           | Honda   | 1:39"35'6 |

#### Niet gefinisht
| Coureur      | Merk    | Oorzaak |
| ------------ | ------- | ------- |
| Barry Smith  | Suzuki  |         |
| Steve Murray | Bultaco |         |

### Sidecar 750 cc TT
Zaterdag 7 juni, drie ronden (182 km)
De Sidecar 750 cc TT werd op zaterdagavond om 18.00 uur verreden. Hoewel enkele Duitse combinaties hadden geëxperimenteerd met de motor van de BMW 700-auto en de nieuwe BMW R 75/5, reden ze nu met tot 560 cc opgeboorde BMW RS-blokken. Siegfried Schauzu / Horst Schneider wonnen de 750cc-zijspanrace en werden de eerste zijspancombinatie die drie wedstrijden tijdens de TT van Man gewonnen hadden. Aanvankelijk werden ze gediskwalificeerd omdat ze tijdens hun negen seconden durende tankstop de motor hadden laten draaien. Pas op zondagmiddag accepteerde de jury hun verweer dat de motor zo heet was dat hij niet afsloeg ondanks het feit dat hij afgezet was. Schauzu won met 3½ minuut voorsprong omdat zijn achtervolgers uitvielen. Schauzu verbeterde al in de eerste ronde (met staande start) het ronderecord, waardoor hij al 42 seconden voorsprong had op Chris Vincent / Alex Macfadzean (650cc-BSA). Klaus Enders passeerde Vincent om daarna uit te vallen. Georg Auerbacher viel met een gebroken krukas uit toen hij Vincent bijna te pakken had, maar Vincent moest op zijn beurt een extra pitstop maken om zijn stofbril te vervangen vanwege de vele vliegen. Daarna was Vincent de snelste, maar ook hij viel uit door een gebroken primaire ketting. Opmerkelijke afwezige in de 750cc-klasse was Helmut Fath, die juist voor de Britse 750cc-races een 700cc-versie van zijn viercilinder URS had gemaakt.

#### Uitslag Sidecar 750 cc TT
| Pos | Coureur           | Bakkenist          | Merk    | Tijd      |
| --- | ----------------- | ------------------ | ------- | --------- |
| 1   | Siegfried Schauzu | Horst Schneider    | BMW     | 1:15"36'8 |
| 2   | Peter Brown       | Mick Casey         | BSA     | 1:19"18'2 |
| 3   | Bill Currie       | F. Kay             | LWC     | 1:23"07'4 |
| 4   | Mick Boddice      | Clive Pollington   | BSA     | 1:23"50'4 |
| 5   | Derek Plummer     | Malcolm Brett      | Triumph | 1:24"16'2 |
| 6   | Mick Horsepole    | G. Horsepole       | Triumph | 1:24"32'2 |
| 7   | Gordon Fox        | H. Sanderson       | Triumph | 1:25"01'2 |
| 8   | Bill Cooper       | D. Argent          | WEC     | 1:25"21'0 |
| 9   | Bob Kewley        | D. Tucker          | BSA     | 1:26"24'0 |
| 10  | Dennis Keen       | Mac Witherspoon    | Triumph | 1:26"33'0 |
| 11  | Ken Graham        | G. Sewell          | Triumph | 1:28"29'0 |
| 12  | G. Bye            | J. Handleigh       | Triumph | 1:28"56'4 |
| 13  | Derek Bayley      | L. King            | Triumph | 1:29"01'8 |
| 14  | Maurice Tombs     | Trevor Tombs       | BSA     | 1:29"04'2 |
| 15  | Ron Coxon         | Colin Newbold      | BSA     | 1:29"05'0 |
| 16  | Ian McDonald      | André Witherington | Triumph | 1:29"15'0 |
| 17  | Peter Hardy       | Ron Hardy          | HTS     | 1:29"38'6 |
| 18  | K. Hunt           | Gary Townley       | Rushton | 1:29"39'0 |
| 19  | Jack Forrest      | J. Graham          | BSA     | 1:30"46'8 |
| 20  | Roger Dutton      | T. Hickford        | BSA     | 1:31"14'8 |

#### Niet gefinisht
| Coureur          | Bakkenist       | Merk      | Oorzaak              |
| ---------------- | --------------- | --------- | -------------------- |
| Georg Auerbacher | Hermann Hahn    | BMW       | Krukas               |
| Klaus Enders     | Ralf Engelhard  | BMW       | Vastloper            |
| Chris Vincent    | Alex Macfadzean | BSA       | Primaire aandrijving |
| Fred Hanks       | N. Panter       | BSA       |                      |
| Mac Hobson       | Geoff Atkinson  | Cowie-BSA |                      |
| Mick Potter      | John Fiddaman   | Triumph   | -                    |
| Norman Hanks     | Rose Arnold     | Triumph   |                      |
| Roy Hanks        | Malcolm Lucas   | BSA       |                      |

1907 · 1908 · 1909 · 1910 · 1911 · 1912 · 1913 · 1914 · Eerste Wereldoorlog · 1920 · 1921 · 1922 · 1923 · 1924 · 1925 · 1926 · 1927 · 1928 · 1929 · 1930 · 1931 · 1932 · 1933 · 1934 · 1935 · 1936 · 1937 · 1938 · 1939 · Tweede Wereldoorlog · 1947 · 1948 · 1949 · 1950 ·1951 · 1952 · 1953 · 1954 · 1955 · 1956 · 1957 · 1958 · 1959 · 1960 · 1961 · 1962 · 1963 · 1964 · 1965 · 1966 · 1967 · 1968 · 1969 · 1970 · 1971 · 1972 · 1973 · 1974 · 1975 · 1976 · 1977 · 1978 · 1979 · 1980 · 1981 · 1982 · 1983 · 1984 · 1985 · 1986 · 1987 · 1988 · 1989 · 1990 · 1991 · 1992 · 1993 · 1994 · 1995 · 1996 · 1997 · 1998 · 1999 · 2000 · 2002 · 2003 · 2004 · 2005 · 2006 · 2007 · 2008 · 2009 · 2010 · 2011 · 2012 · 2013 · 2014